# Jana Pintar
Jana Pintar, slovenska enologinja, * 2. oktober 1926, Kog
Pintarjeva je leta 1951 diplomirala na zagrebški agronomsko-gozdarski fakulteti. Od leta 1953 do 1980 je bila v službi na Kmetijskem inštitutu Slovenije na katerem je osnova laboratorij za analizo in kontrolo vina. Kot raziskovalka se je ukvarjala  s kakovostjo slovenskih vin in s kontrolo alkoholnih pijač. Objavila je preko 30 strokovnih člankov.